# Sombras y figuras
Sombras Y Figuras es el vigésimo séptimo álbum de estudio de la boy band puertorriqueña Menudo, lanzado en 1988 por la discográfica Melody. La lista de canciones incluye temas de varios compositores que eran bastante populares en esa época, como el argentino Miguel Mateos. Formaban parte del grupo en ese momento Ricky Martin, Sergio Blass, Rubén Gómez, Angelo García, y el nuevo integrante Robert Avellanet.
Con el álbum, Menudo obtuvo su mejor desempeño comercial en la lista musical Latin Pop Albums, de la revista Billboard (alcanzó el Top 20), así como su segundo mejor desempeño (alcanzó el Top 40) en los años 1980 con el sencillo "Historia Del Primer Amor" en la Hot Latin Songs de la misma revista.

## Integrantes e bastidores

El nuevo integrante Robert, junto con los miembros Ricky Martin, Sergio, Angelo y Rubén, en 1989.

Integraban el quinteto en este período los cantantes Ricky Martin, Sergio Blass, Rubén Gómez, Angelo García, y Robert Avellanet, quien sustituyó a Raymond Acevedo. Robert, quien tenía 12 años al unirse al grupo y es sobrino del cantante puertorriqueño Chucho Avellanet, hizo su primera aparición en el programa de televisión Noche de Gala.
Raymond Acevedo, miembro desde 1985, dejó la banda a los 16 años. La decisión fue motivada por diferencias administrativas y por la falta de seguridad con la nueva gestión. La venta de Menudo a inversores panameños se realizó en 1987, y la administración del grupo había modificado el sistema de remuneración de los integrantes, que pasaron de un salario fijo a un porcentaje de las ganancias. Aunque la salida de Raymond estaba prevista para finales de septiembre o principios de octubre, fue adelantada por estos factores. En una entrevista, el padre del cantante informó que Raymond podría considerar un regreso al mundo del entretenimiento en el futuro.
Este sería el último álbum grabado por Ricky Martin como miembro de la banda. Durante una rueda de prensa en los estudios de la discográfica Melody, ubicada en la capital mexicana, reveló que su despedida sería durante la gira promocional en Puerto Rico, en la presentación que se realizaría en la última semana de julio de ese año (1989), en el Teatro de Bellas Artes de San Juan. En su autobiografía, el cantante dijo que la elección del lugar fue perfecta, ya que su primera presentación tuvo lugar en el mismo sitio.

## Divulgación
En octubre de 1988, el periódico La Opinion informó que el grupo estaría en México al mes siguiente para promocionar el álbum Sombras y Figuras por todo el país. La promoción incluiría entrevistas, apariciones en programas de televisión y radio, además de conciertos en varias ciudades. Según la publicación, en esa ocasión el grupo se presentaría con su nuevo integrante Roberto Avellanet.
En 1989, el grupo se presentó en el Teatro Teresa Carreño durante los Premios Ronda, donde también se presentó al sustituto de Ricky Martin, Rawy.

## Sencillos
Fueron lanzados en formato físico los sencillos "En Mis Sueños" y "Niña Luna". La canción "Historia Del Primer Amor" alcanzó el Top 20 en la lista musical de la revista Billboard, Hot Latin Songs, en la posición número 34, permaneciendo entre las canciones más populares durante una semana (25 de febrero de 1989). La canción "Gafas Oscuras" alcanzó las primeras posiciones en las listas de música de México y Venezuela.

## Desempeño comercial
El álbum obtuvo el mejor desempeño comercial de Menudo en la lista musical Latin Pop Albums de la revista Billboard. Alcanzó el puesto número 16 y permaneció en la lista de los más vendidos durante trece semanas consecutivas, la mayor duración que el grupo logró con un álbum. Según el libro Menudo: el reencuentro con la verdad, el álbum obtuvo un Disco de Oro en Venezuela.

## Lista de canciones
| N.º | Título                     | Escritor(es)                | Performer(s)     | Duración |  |
| 1.  | «Dulces 16»                | Miguel Mateos               | Rubén Gómez      | 3:50     |  |
| 2.  | «Primero Lo Primero»       | Pedro Gely                  | Sergio Blass     | 4:13     |  |
| 3.  | «En Mis Sueños»            | William Luke                | Ángelo García    | 3:46     |  |
| 4.  | «Auxilio»                  | Lara y Monárrez             | Ricky Martin     | 3:35     |  |
| 5.  | «Niña Luna»                | Fernando Riba / Kiko Campos | Rubén Gómez      | 3:45     |  |
| 6.  | «Escapando De Ti»          | Carlos Gaviola              | Ángelo García    | 3:58     |  |
| 7.  | «Jóvenes»                  | Lara y Monárrez             | Sergio Blass     | 3:22     |  |
| 8.  | «Historia Del Primer Amor» | Lara y Monárrez             | Robert Avellanet | 3:55     |  |
| 9.  | «Serenata Rock And Roll»   | Pedro Gely                  | Robert Avellanet | 3:48     |  |
| 10. | «Gafas Oscuras»            | Pedro Gely                  | Ricky Martin     | 3:29     |  |

## Posicionamiento en listas

### Semanales
| Lista musical (1988)                        | Mejor posición |
| ------------------------------------------- | -------------- |
| Estados Unidos (Billboard Latin Pop Albums) | 16             |

## Certificaciones
| Región      | Certificación |
| ----------- | ------------- |
| Puerto Rico | Platino       |